# Habenaria spathiphylla
Habenaria spathiphylla är en orkidéart som beskrevs av Johannes Jacobus Smith. Habenaria spathiphylla ingår i släktet Habenaria och familjen orkidéer. Inga underarter finns listade i Catalogue of Life.